# To be, or not to be
De versregel "To be, or not to be (that is the question)" komt uit William Shakespeares Hamlet (Act III, Scene I), geschreven omstreeks 1600. Het is een van de meest aangehaalde citaten uit de hele wereldliteratuur en ook het bekendste fragment uit de monoloog van Hamlet.

## Samenvatting
Geparafraseerd betekent het gedicht ongeveer het volgende: "De vraag is: is het beter om te leven dan wel dood te zijn? Is het nobeler om geduldig alle onheil te ondergaan die het lot je toewerpt of valt het te verkiezen om de strijd tegen alle zorgen te beëindigen door gewoon jezelf te doden?"
De monoloog heeft de aard van een aporie, want hij eindigt niet met een conclusie en de protagonist blijft met zijn twijfel zitten over de actie die hij moet ondernemen.

## Context van de monoloog

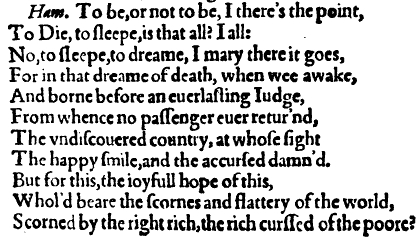
De monoloog van Hamlet uit de First Quarto, soms een Bad quarto genoemd

Om Hamlets depressie beter te begrijpen is het belangrijk om te weten in welke situatie hij zich bevindt. Wat ging er aan de monoloog "To be or not to be" vooraf? Na een onbezorgde jeugd wankelt het wereldbeeld van de jonge Hamlet:
1. zijn vader wordt vermoord
2. hij komt te weten dat zijn oom Claudius, die zich de troon heeft toegeëigend, de moordenaar is
3. bovendien trouwt zijn moeder kort na de dood van zijn vader met Claudius
4. de geest van zijn vader verschijnt aan hem en vertelt hem alles, ook over zijn eigen slechtheid
5. En ten slotte wordt hij door zijn liefde (Ophelia) geweerd, wat zijn hart breekt.

Hamlet wil eigenlijk vluchten uit deze slechte wereld en overweegt zelfmoord. (zie ook hoofdartikel Hamlet.)

## Tekst

### Origineel
To be, or not to be; that is the question;

Whether 'tis nobler in the mind to suffer

The slings and arrows of outrageous fortune,

Or to take arms against a sea of troubles,

And by opposing, end them. To die, to sleep −

No more, and by a sleep to say we end

The heart-ache and the thousand natural shocks

That flesh is heir to — 'tis a consummation

Devoutly to be wish'd. To die, to sleep.

To sleep, perchance to dream. Ay, there's the rub,

For in that sleep of death what dreams may come

When we have shuffled off this mortal coil

Must give us pause. There's the respect

That makes calamity of so long life,

For who would bear the whips and scorns of time,

Th'oppressor's wrong, the proud man's contumely,

The pangs of desprized love, the law's delay,

The insolence of office, and the spurns

That patient merit of th'unworthy takes,

When he himself might his quietus make

With a bare bodkin? Who would fardels bear,

To grunt and sweat under a weary life,

But that the dread of something after death,

The undiscovered country from whose bourn

No traveller returns, puzzles the will,

And makes us rather bear those ills we have

Than fly to others that we know not of?

Thus conscience does make cowards of us all,

And thus the native hue of resolution

Is sicklied o'er with the pale cast of thought,

And enterprises of great pitch and moment

With this regard their currents turn awry,

And lose the name of action. Soft you, now,

The fair Ophelia! − Nymph, in thy orisons 

Be all my sins remembered.

### Vertaling
Te zijn of niet te zijn, dat is de kwestie:

of het nobeler is om te lijden 

onder alles wat het wrede Lot je toeslingert 

of om de wapens op te nemen tegen een zee van zorgen

en er al vechtend een einde aan te maken? 

Te sterven, te slapen, niets meer; 

en in die slaap rust vinden voor alle hartzeer 

en de duizend pijnen die je lichaam je bezorgen, 

dat zou een einde zijn om jezelf toe te wensen. 

Te sterven; te slapen: misschien wel dromen: Ach nee, 

daar wringt het 'm: want welke dromen komen in die dodenslaap, 

als we de aardse zorgen hebben afgeworpen,

Het doet ons weifelen: dit is de overweging die leidt 

tot de ellende van zo'n lang leven, 

Want wie zou de gesel en de hoon van de tijd verdragen, 

het onrecht van de onderdrukker, de arrogantie van de rijke, 

de pijnen van een onbeantwoorde liefde, de dwalingen van het recht, 

de onbeschoftheid van een ambtenaar, en de verachting 

waarmee onbenullen je geduldige werk belonen, 

wanneer je rust kan vinden met een simpele dolkstoot? 

Wie zou dit alles verdragen, zweten en kreunen onder een ellendig bestaan 

als niet de dreiging van wat achter de dood komt er was, 

het onontdekte land waar geen reiziger uit weerkeert 

verwart ons en maakt ons zwak,

zodat we liever de lasten dragen die we kennen 

dan het onbekende tegemoet te gaan. 

Zo verlamt het geweten ons tot lafaards, 

en zo wordt gezonde daadkracht verziekt door bleek gepieker 

en lopen grootse ondernemingen op niets uit. 

Stil nu, daar is mooie Ophelia! Nymf, 

laat mijn zonden in je gebeden herinnerd worden.
Vertaling: J. Grandgagnage

## Analyse

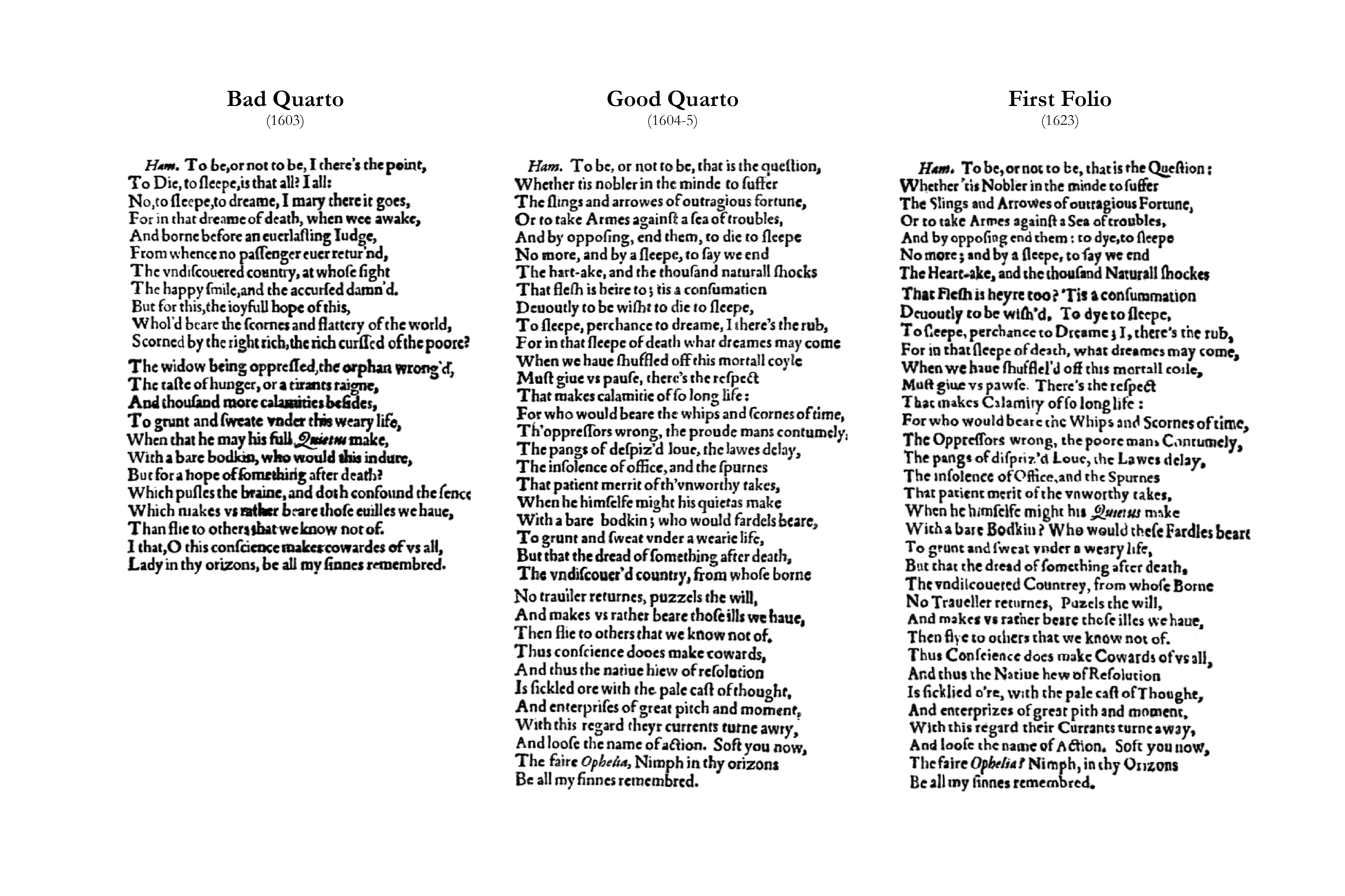
Vergelijking van drie versies van To be or not to be: Bad quarto, good quarto, first folio

To be or not to be that is the question (Te zijn of niet te zijn, dat is de kwestie). Vanaf de eerste regel is het duidelijk dat Hamlet aan de dood denkt. Hij doet dit echter op een rationele, logische manier. De hele monoloog is een indringende beschouwing over de aard en de voordelen van de dood. Hamlets vraag blijft uiteindelijk onbeantwoord. Hij kan alleen vaststellen dat de "lange slaap" van de dood de mensen afschrikt en dat de meesten zullen kiezen voor de zekerheid van een ellendig bestaan.
Hamlet mijmert over de uitweg die de dood biedt in het deel vanaf "To be or not to be..." tot "'tis a consummation / Devoutly to be wish'd" (dit is een einde zoals je het zou wensen), maar dan slaat de twijfel toe.
"To die, to sleep; / To sleep, perchance to dream. Ay, there's the rub" (daar zit hem de knoop, dus het addertje onder het gras), want als de dood niets anders is dan een lange slaap... dan weet je nog niet welke (vreselijke) dromen je te wachten staan! ... "The undiscovered country from whose bourn / No traveller returns, puzzles the will,": de dood is als een onontdekt land waarvandaan nog geen enkel reiziger is teruggekeerd... We ondergaan nog liever de pijn van het leven dan dat we het onbekende tegemoet gaan ("And makes us rather bear those ills we have / Than fly to others that we know not of?".
Die onzekerheid maakt lafaards van ons allemaal ("makes cowards of us all") en de kordaatheid waarmee Hamlet zijn monoloog begon is nu door al die gedachten verziekt "sicklied o'er with the pale cast of thought" en hij blijft passief ("And lose the name of action") onder zijn ondraaglijk lijden.

## De monoloog als dramatische techniek
Een monoloog of 'alleenspraak' zoals 'to be or not to be' is een gedeelte binnen een stuk waarbij een personage luidop zijn gedachten en gevoelens vertolkt. Gewoonlijk staat hij of zij daarbij alleen op het toneel of er zijn toeschouwers aanwezig waarvan hij zich niet bewust is. Deze kunstgreep behoorde lang tot de dramatische conventie en was vooral in het theater van de 16e, 17e en 18e eeuw prominent aanwezig. Lange, bombastische redevoeringen waren erg populair in de elizabethaanse wraaktragedies (revenge tragedies) van Thomas Kyd en Christopher Marlowe. William Shakespeare maakte er op een subtielere wijze gebruik van om zo meer over het karakter van zijn personages te onthullen.

## Verwijzingen in film, muziek en literatuur
- Film: "To be or not to be" als inspiratie in film- en televisieseries:  
  - To Be or Not to Be (1942) - satirische film van  Ernst Lubitsch. Er is ook een gelijknamige remake van de film uit 1983 met Mel Brooks en Anne Bancroft in de hoofdrollen.
  - Outrageous Fortune (1987) (film)
  - Outrageous Fortune (televisie)
  - Star Trek VI: The Undiscovered Country bevat heel wat referenties aan de werken van Shakespeare
  - De titel van de film Invasion of the Body Snatchers was oorspronkelijk "Sleep No More."
  - What Dreams May Come (1998) - drama van  Vincent Ward met Robin Williams, Cuba Gooding jr. en Annabella Sciora in de hoofdrollen.
  - Savages (2012) - misdaadfilm van Oliver Stone
- Muziek
  - Op het album For the Sake of Mankind van de Noorse powermetalband Artch staat het nummer "To be or not to be".
  - Beyoncé gebruikt het in haar nummer 'Freakum Dress'
  - Acts of Madmen in het nummer The Dream
- Literatuur:
  - Hamlets dilemma heeft raakpunten met bijvoorbeeld Arthur Schopenhauers ethiek, die in "De wereld als Wil en Voorstelling" stelt dat het eigenlijk beter is om niet geboren te zijn. Schopenhauers visie was zelf sterk geïnspireerd door zijn sympathie voor het boeddhisme en oosterse filosofie in het algemeen.
  - With a Bare Bodkin is een mysteryroman van Cyril Hare verschenen in 2001
  - To Sleep, Perchance to Dream is de titel van een anthologie met horrorverhalen, samengesteld door Stefan R. Dziemianowicz (1993)